# Гигантские олени
Гигантские олени, или большерогие олени (лат. Megaloceros), — вымерший род из семейства оленевых (Cervidae), обитавший с верхнего плиоцена до раннего голоцена в Евразии и северной Африке.

## Распространение и виды
Один из ранних видов гигантских оленей под названием Megaloceros obscurus существовал в нижнем плейстоцене. Он был видом из линии, приведшей к знаменитому большерогому оленю (лат. Megaloceros giganteus), который появился около 400 тысяч лет назад и вымер около 7600 лет назад. Его ископаемые остатки встречаются от Северной Африки и Западной Европы до Сибири и Китая. Многочисленные находки были сделаны в торфяных болотах Ирландии и Германии. Это, вероятно, показывает, что гигантские олени водились и в лесных местностях, а не только в степных, как иногда предполагается. В наиболее холодные периоды гигантские олени в Европе отсутствовали. Окончательно они исчезли из Европы около 11,5 тысяч лет назад и встречались ещё на протяжении около трёх тысяч лет в Сибири. До Северной Америки гигантские олени никогда не добирались. Там их биологическую нишу занимал вид Cervalces scotti, являвшийся внешне некой смесью лося и вапити и вымерший ещё до рода гигантских оленей.
Согласно новейшим генетическим анализам ближайшим современным родственником гигантских оленей является европейская лань, а не благородный олень. С лосем гигантских оленей, несмотря на сходство рогов, близкое родство не связывает.
Обитание гигантского оленя в Сибири подтверждается экземпляром его рогов, переданных в качестве подарка от Петра Великого саксонскому королю Августу Сильному. Сейчас эти рога помещены в центре коллекции охотничьих трофеев в одном из залов охотничьего замка Моритцбург около Дрездена.

## Описание
Наиболее известным видом рода гигантских оленей является вид Megaloceros giganteus, чей рост в холке составлял до 1,8 метров и соответствовал величине современных крупных лосей. При этом он был, однако, тяжелее лося, достигая веса 1 тонны и имел более короткие ноги (высота лося в холке может достигать 2,3 м). Рога, встречавшиеся только у самцов, намного превосходили по размеру рога всех ныне живущих оленей. Они достигали размаха 3,6 м и были одними из самых крупных головных наростов, которыми когда-либо обладали копытные животные. Особо примечательно то, что эти рога гигантские олени сбрасывали каждый год и за короткий промежуток времени снова их восстанавливали, как это делают и сегодняшние олени. И всё же, несмотря на своё название и уникальные масштабы рогов, гигантские олени не являлись самыми крупными оленями всех времён. Даже современные лоси, в особенности встречающиеся на Аляске, превосходят их по росту, а некоторые вымершие виды, такие как достигавший 1400 кг широколобый лось Cervalces latifrons, были значительно крупнее.
Так как Megaloceros giganteus изображён на многочисленных пещерных и наскальных рисунках людей эпохи последнего ледникового периода, исследователи исходят из того, что он играл большую роль в охоте первобытных людей. На большинстве рисунков он изображён с тёмно-коричневой спиной и светлой грудью, из чего можно сделать вывод, что это и была реальная окраска его шерсти. На некоторых изображениях видна некая треугольная горбоподобная структура в районе плеч. Скелет гигантских оленей демонстрирует в этом месте, как и у лосей, индивидуально варьирующие продления позвонков, что с большей долей вероятности служило дополнительной опорой для мускулов, несущих тяжёлые рога. Похожими анатомическими особенностями обладал и Alces latifrons, рога которого также были крайне тяжёлыми.
Не все виды гигантских оленей были крупными. Известны и карликовые островные формы. Megaloceros cazioti, обитавший на Корсике и на Сардинии и развившийся из Megaloceros verticornis, достигал в холке лишь одного метра, а его рога были намного мельче. Критская форма Megaloceros cretensis была ещё меньше, насчитывая в холке не более 60 см. Своими короткими рогами он скорее напоминал мунтжаков.

## Образ жизни
В отличие от лосей, которые питаются листьями, гигантские олени питались прежде всего травами. Можно исходить из того, что они жили в группах, как и большинство из ныне живущих крупных копытных.

## Вымирание
Ранее предполагалось, что гигантский олень вымер вследствие расширения лесов по окончании последнего ледникового периода. Считалось, что в лесной местности крупные рога были помехой, в особенности при спасении бегством от врагов. Со временем, однако, подобные предположения стали считаться наивными, так как на такой огромной территории, как север Евразии, всегда оставались не заросшие лесом пространства, пойменные луга, степи и лесостепи. Гигантские олени были на протяжении сотен тысяч лет весьма успешными животными. Их вымирание стало частью общего процесса вымирания крупных животных, которому подверглись и многие другие виды. Так как ископаемые остатки гигантского оленя зачастую находят на стоянках древних людей каменного века, предполагается, что одним из основных факторов вымирания стала охота первобытных людей и их расселение в долинах рек, на путях миграции оленей.